# Megalebia
Megalebia is een geslacht van kevers uit de familie van de loopkevers (Carabidae). De wetenschappelijke naam van het geslacht is voor het eerst geldig gepubliceerd in 1972 door Mateu.

## Soorten
Het geslacht Megalebia omvat de volgende soorten:
- Megalebia colasi Mateu, 1972
- Megalebia nigrotestacea Mateu, 1972